# Юбилейный (Котельничский район)
Юбиле́йный — посёлок в Котельничском районе Кировской области. Административный центр Юбилейного сельского поселения.

## География
Посёлок находится на расстоянии примерно 20 км (по прямой) к северу от города Котельнич, административного центра района.

### Часовой пояс
Посёлок Юбилейный, как и вся Кировская область, находится в часовой зоне МСК (московское время). Смещение применяемого времени относительно UTC составляет +3:00.

## История
Основан в 1967 году как центральная усадьба колхоза «Путь Ленина». В 1989 году в посёлке проживало 1377 жителей.

## Население
| 2010 |
| ---- |
| 1101 |

### Национальный состав
Согласно результатам переписи 2002 года, в национальной структуре населения русские составляли 96 % из 1161 чел.

## Улицы
| - пер. Выползовский, - ул. Дружбы, - ул. Лесная, - ул. Мира, | - ул. Молодёжная, - ул. Набережная, - ул. Октябрьская, - ул. Северная, | - ул. Советская, - ул. Труда, - ул. Хитрина. |